# بخش هریدالن
بخش هریدالن (به سوئدی: Härjedalens kommun) یک ناحیه شهری در سوئد است که در شهرستان یمتلاند واقع شده‌است.